# Ignacy Kędzierski
Ignacy Kędzierski (ur. 30 stycznia 1877 w Dynowie, zm. 4 grudnia 1968 w Lublinie) – polski architekt i urbanista.

## Życiorys
Urodził się w rodzinie dynowskiego szewca Michała Kędzierskiego i jego żony Katarzyny z Wyszatyckich. Po ukończeniu gimnazjum w Przemyślu w 1895 rozpoczął studia na Wydziale Budownictwa Lądowego Politechniki Lwowskiej, dyplom otrzymał w 1901. Podczas studiów, w roku akademickim 1899/1900 był asystentem w Katedrze Rysunków Odręcznych i Modelowania, a następnie był asystentem na Wydziale Architektury. Dzięki stypendium inżynierów Bruno Abakanowicza i Kazimierza Reklewskiego wyjechał w 1900 do Paryża na Wystawę Światową, a następnie odwiedził Amiens, Zurich, Bazyleę, Strasburg i Monachium. Praktykował u Edgara Kovátsa, a od 1902 pracował w Centralnej Kontroli Namiestnictwa w charakterze adiunkta budownictwa. W 1907 otrzymał mianowanie na inżyniera IX klasy i rozpoczął pracę przy budowie sądów we Lwowie. W tym samym roku jego projekt domu polskiego i bursy Towarzystwa Szkoły Ludowej w Tarnopolu zajął pierwsze miejsce (nie został zrealizowany). W październiku 1908 zrezygnował z pracy przy budowie sądów i rozpoczął praktykę u Adama Opolskiego, po roku otrzymał uprawnienia architekta cywilnego. Razem z Adamem Opolskim założyli Biuro Architektoniczne i Przedsiębiorstwo Budowlane "I. Kędzierski i A. Opolski". Ponadto Ignacy Kędzierski został wykładowcą rysunku i form architektonicznych na Politechnice Lwowskiej. Był członkiem Izby Inżynierskiej Cywilnych Inżynierów, Architektów i Geometrów dla Galicji, Lodomerii i wielkiego Księstwa Krakowskiego oraz piastował stanowisko eksperta krajowego sądu cywilnego w zakresie architektury i budownictwa. Spółka z Adamem Opolskim istniała do 1912, a następnie prowadził własne biuro architektoniczne. Pomiędzy 1914 a 1916 pracował we Lwowie i w podkrakowskim Kobierzynie, od 1916 przebywał w Krakowie i był pracownikiem oddziału małopolskiego Sekcji Odbudowy w Ministerstwie Przemysłu i Handlu. W 1920 zamieszkał na stałe w Lublinie, 7 października tego roku otrzymał mianowanie na architekta miejskiego, a wkrótce kierował Wydziałem Budowlanym Zarządu Miasta. W 1928 przystąpił do Towarzystwa Urbanistów Polskich, a następnie do działającego w Lublinie oddziału Stowarzyszenia Architektów Polskich. Z dniem 30 listopada 1937 przeszedł na wcześniejszą emeryturę, ale w późniejszym czasie powrócił do aktywności zawodowej. Podczas II wojny światowej był pracownikiem Inspekcji Budowlanej, a w późniejszym czasie Miejskiego Urzędu Planowania Przestrzennego. Od 5 czerwca 1950 był starszym radcą wydziału budownictwa lubelskiej Wojewódzkiej Rady Narodowej, równolegle pracując w "Miastoprojekcie-Lublin". W 1958 przeszedł w stan spoczynku i poświęcił wolny czas swojej pasji, malarstwu. Tworzył akwarele, na których uwieczniał widoki okolic Lublina i rodzinnego Dynowa. Zmarł w 1968, spoczywa na cmentarzu przy ulicy Lipowej w Lublinie.

## Dorobek architektoniczny

### Realizacje we Lwowie
- Dom Katolicki przy ulicy Gródeckiej 2A, obecnie 36. Elewacje imitujące średniowieczne, ozdobione 4 metrowym posągiem Bogurodzicy dłuta Antoniego Popiela, który zniszczono po 1945, współautor Adam Opolski /1909-1910/. Obecnie Teatr Dramatyczny im. Łesi Ukrainki;
- Gmach szkoły św. Józefa przy ulicy Omeliana Popowicza 9 (Joachima Lelewela) /1909-1910/. obecnie wydział prawny Instytutu Nowych Technologii;
- Jeden z pawilonów szpitala św. Wincentego a Paulo przy ulicy Maksyma Krzywonosa 1A (Teatyńska), współautor Adam Opolski /1911/;
- Kamienice przy ulicy Iwana Wyszenskiego 11-15 (Stanisława Wyspiańskiego), 20-24, 25-33, współautor Adam Opolski /1909-1912/;
- Kamienice przy ulicy Piotra Czajkowskiego 35-37 (Chorążczyzna) /1910-1911/;
- Gmach gimnazjum im. Królowej Jadwigi przy ulicy Generała Czuprynki 45 (Andrzeja Potockiego), zbudowany w stylu funkcjonalizmu, współautor Adam Opolski /1930-1934/; obecnie Instytut Krwiodawstwa.

### Realizacje w Lublinie

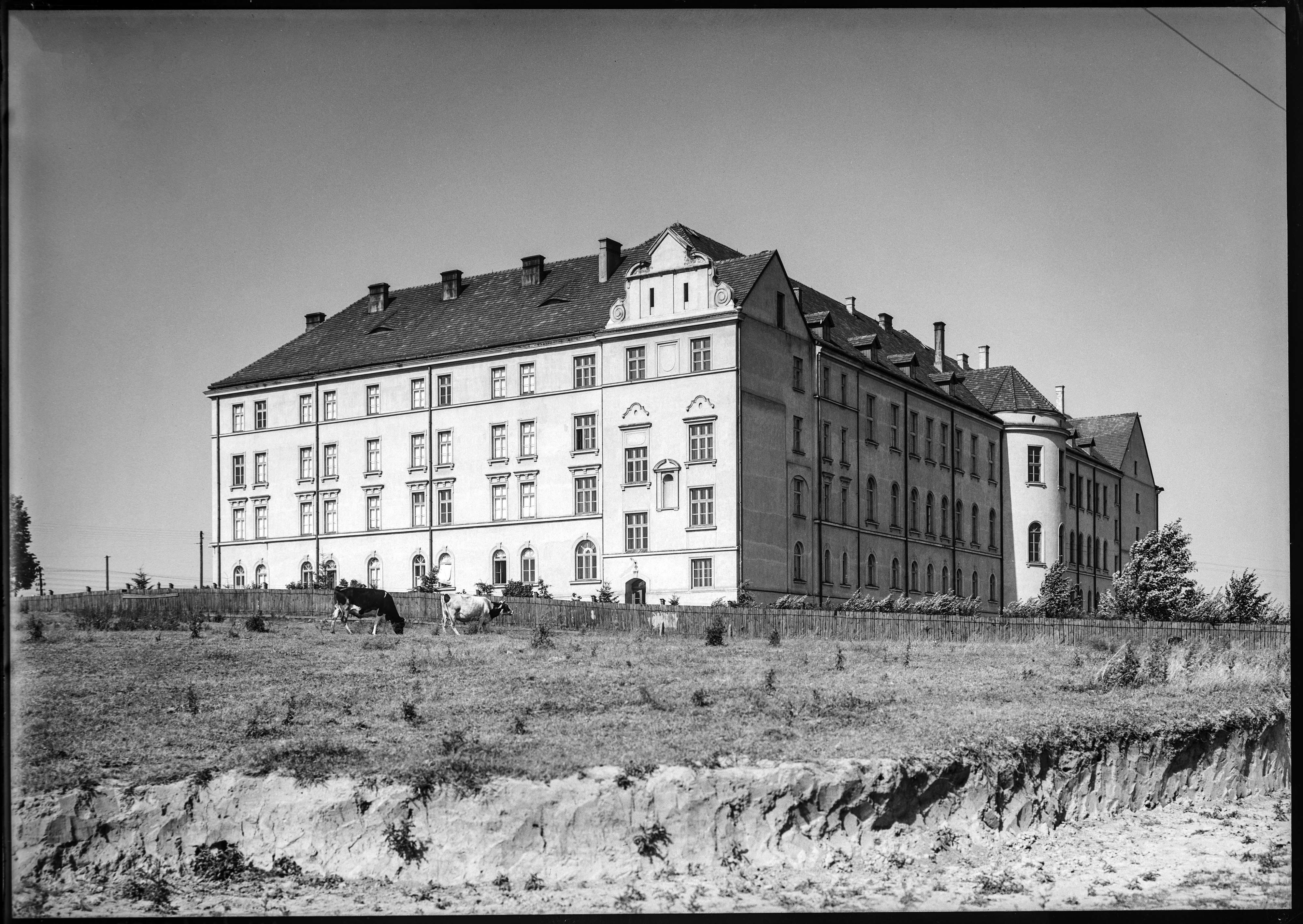
Collegium Bobolanum zdjęcie z 1931

- Gmach kolegium jezuickiego "Bobolanum" /1922-1923/, obecnie 1 Wojskowy Szpital Kliniczny z Polikliniką;
- Budynek Izby Skarbowej przy ulicy Spokojnej 4 /1923-1925/ obecnie Urząd Wojewódzki w Lublinie;
- Gmach szkoły powszechnej na Czwartku /1924/ obecnie IV Liceum Ogólnokształcące im. Stefanii Sempołowskiej;
- Budowa Domu Żołnierza przy ulicy Żwirki i Wigury 6, przewodniczący sekcji technicznej /1925/;
- Gmach szkolny przy ulicy Spokojnej 10 /1928/ obecnie budynek mieszklano-usługowy;
- Projekt ołtarza głównego i konfesjonałów w kościele św. Michała Archanioła w Bronowicach /1930-1939/;
- Przebudowa kamienic nr. 16 i 17 na Rynku w Lublinie, wspólnie z Henrykiem Gawareckim /1948-1949/;
- Nadzór architektoniczny i projekt przebudowy ratusza w Lublinie /1947-1953/;

## Projekty niezrealizowane
- Konkursowy projekt gmachu Towarzystwa Szkoły Ludowej w Tarnopolu, I nagroda /1907/;
- Projekt konkursowy przebudowy ratusza we Lwowie /1908/;
- Projekt konkursowy na dom handlowy Bromilskich we Lwowie przy Prospekcie Tarasa Szewczenki 6 (Akademicka) u zbiegu z ulicą Piotra Czajkowskiego (Chorążczyzna), współautor Adam Opolski, II nagroda /1909/;
- Konkursowy projekt gmachu akcyjnego banku handlowego przy placu Petra Hrychorenki (Franciszka Smolki), współautor Adam Opolski, I nagroda /1909/; (zrealizowano projekt Alfreda Zachariewicza, mimo że zajął II miejsce);
- Projekt konkursowy budynku wydziałowego Uniwersytetu Lwowskiego /1913/;
- Projekt konkursowy ratusza w Drohobyczu /1913/.

## Odznaczenia
- Odznaka za 25 lecie pracy zawodowej;
- Złoty Krzyż Zasługi /1954/;
- Medal 10-lecia Polski Ludowej /1955/;
- Krzyż Kawalerski Orderu Odrodzenia Polski /1958/;
- Nagroda miasta Lublina /1958/;
- Dyplom honorowy Wojewódzkiej Rady Narodowej za opracowanie planu rozwoju Lublina /1959/;
- Zbiorowa nagroda I stopnia Komitetu Urbanistyki i Architektury za opracowanie planu generalnego miasta Lublina /1959/.